# FC Oktan Perm
El FC Oktan Perm (del ruso: ФК «Октан» Пермь) fue un club de fútbol ruso de la ciudad de Perm, fundado en 1958. El club disputa sus partidos como local en el estadio Neftyanik y juega en la Segunda División de Rusia, el tercer nivel en el sistema de ligas ruso.

## Historia
El club fue fundado en 1958 como FC Neftyanik Perm, nombre que conservó la mayor parte de su historia, hasta 1990, cuando fue renombrado Neftekhimik Perm. Su denominación actual, Oktan, la adquirió en 1996.
Entre 2006-2010 jugó en la Liga de Fútbol Amateur, zona Ural y Siberia Occidental, donde terminó segundo en 2009, 2010 y tercero en 2007. El equipo se proclamó campeón del grupo de los Urales y Siberia Occidental en 2006, 2009, 2010, y fue su segundo en 2008. En dos ocasiones participó en la Copa de Rusia siendo un club amateur.

## Jugadores
Actualizado el 4 de septiembre de 2012, según RFS (enlace roto disponible en Internet Archive; véase el historial, la primera versión y la última)..